# Gabriël Bunge
Gabriël Bunge (wereldse naam Jochen Bunge) (Keulen, 31 oktober 1940) is een Russisch-orthodoxe kluizenaar en theoloog.

## Levensloop
Hiëromonnik Gabriël, oorspronkelijk rooms-katholiek, was lang monnik van de abdij van Chevetogne, en heeft zijn monastieke opleiding zodoende in een klimaat van ontmoeting tussen het Oosterse en Westerse christendom genoten. Aan het begin van de tachtiger jaren van de twintigste eeuw kreeg hij van zijn abt toestemming om in navolging van de woestijnvaders ook zelf als kluizenaar te gaan leven. Zodoende stichtte hij de Eremo Santa Croce in de bergen in de buurt van het Zwitserse Lugano.
Op 27 augustus 2010 werd Bunge in Moskou opgenomen in de Russisch-orthodoxe Kerk.
Zijn boeken handelen over de Egyptische woestijnvaders uit de eerste eeuwen van het christendom, vooral over de geestelijke leer van Evagrius van Pontus. Opvallend aan de werken van Gabriël Bunge is de praktische benadering die hij meestal kiest. Hoewel theoretisch bijzonder goed onderbouwd, zijn zijn boeken toch vooral praktische handleidingen op het gebied van gebed en zelfkennis, degelijk gegrondvest op de traditie van de woestijnvaders. Hij gaat de toepassing daarvan op de moderne problemen van de mensheid niet uit de weg, en wordt zodoende weleens in één adem genoemd met Anselm Grün. Hiëromonnik Gabriël gaat echter toch terughoudender om met het populariseren van zijn onderwerp, en mist bovendien de voor Grün zo kenmerkende diplomatie: ook de voor de geseculariseerde westerling moeilijk te verteren kanten van de ascese en mystiek worden onverkort voor het voetlicht gebracht. Dat maakte hem bij oosters-orthodoxe christenen juist weer populair, iets dat zeldzaam was bij rooms-katholieke schrijvers. De meeste van zijn boeken zijn dan ook, terwijl hij nog katholiek was, in het Russisch, het Roemeens en nog verscheidene andere Oost-Europese talen vertaald en uitgegeven bij orthodoxe uitgeverijen.

## Trivia
Pater Hugo, de kluizenaar die op dit moment de Kluis van Warfhuizen bewoont, is een leerling van vader Gabriël.